# Twentysixmiles
Twentysixmiles est une série télévisée américaine.

## Synopsis
Un couple, sa femme quitte Los Angeles pour une nouvelle vie sur l'Île Santa Catalina. Le mari travaille dans une entreprise de courtage, il laisse tout lui aussi pour suivre ses deux enfants à Catalina. Il quitte son ancien emploi et se retire sur l'île. Il rencontre des musiciens de son passé et profite de la vie.

## Distribution
- John Schneider : Jack Kincaid
- Eric Lange : Sean 'Murph' Murphy
- Angela Oh : Charlene
- Jordan Garrett : Walt Kincaid
- Spencer Locke : Sally Burnish
- Jessica Tuck : Keri Kincaid
- Tessie Santiago : Jennifer Calderon
- Hannah Leigh : Emma Kincaid
- Candice Afia : Lindsay
- Kimberly Caldwell : Taylor
- Kathryn Gordon : Erin Mitchel
- Drew Coolidge : Kenny